# Guido Stetter
Guido Stetter (* 16. Dezember 1955 in Gernsheim) ist ein ehemaliger deutscher Fußballspieler.

## Karriere
Stetter spielte ab der Saison 1977/78 in der 2. Bundesliga mit dem VfR Bürstadt. In seiner ersten Saison in der 2. Liga stieg er mit den Hessen, mit denen er im Vorjahr aufgestiegen war, direkt wieder ab. Bis 1981 blieb er in Bürstadt und pendelte immer zwischen Oberliga und der 2. Liga, allein in der Saison 1979/80 wurde die Klasse, die 2. Liga mit dem 14. Platz in der Endtabelle gehalten. Zur Saison 1981/82 wechselte Stetter zu SV Darmstadt 98 in die Bundesliga. Bei den Lilien kam er in seiner ersten Saison auf 29 Einsätze in Liga eins und markierte sieben Treffer. Damit war er hinter Peter Cestonaro und Bodo Mattern der beste Torschütze seiner Mannschaft. Darmstadt stieg als Vorletzter ab. Bis zum Ende der Hinrunde der Saison 1983/84 spielte Stetter mit den Darmstädtern in Liga 2. Den Rest der Serie schnürte er die Schuhe für den Ligarivalen SC Freiburg, danach beendete er seine Karriere als Profi.